# Thecla caespes
Thecla caespes är en fjärilsart som beskrevs av Druce 1907. Thecla caespes ingår i släktet Thecla och familjen juvelvingar. Inga underarter finns listade i Catalogue of Life.